# Насер, Маджед
Маджед Насер Хумаид Бахейт (араб. ماجد ناصر حميد بخيت‎; 1 апреля 1984, Эль-Фуджайра) — эмиратский футболист, вратарь эмиратского клуба «Шабаб Аль-Ахли». Ранее выступал за сборную ОАЭ.

## Клубная карьера
Маджед Насер начинал свою карьеру футболиста в клубе «Аль-Фуджайра» из своего родного эмирата. В 2005 году он перешёл в «Аль-Васл», в составе которого и дебютировал в главной эмиратской лиге. В 2007 году Маджед Насер вместе с командой стал чемпионом страны и обладателем Кубка ОАЭ. В 2012 году вратарь стал футболистом другого дубайского клуба «Аль-Ахли», с которым дважды выигрывал чемпионат ОАЭ и один раз победил в кубке страны. В 2017 году «Аль-Ахли» объединился с командами «Аль-Шабаб» и «Дубай» для создания клуба «Шабаб Аль-Ахли», за который Маджед Насер продолжил выступать.
Голкипер известен своим взрывным характером, который не раз приводил его к конфликтам с арбитрами, тренером соперников, болельщиками, которые заканчивались штрафами и длительными дисквалификациями Маджеда Насера.

## Карьера в сборной
9 февраля 2005 года Маджед Насер дебютировал в сборной ОАЭ, выйдя на замену в домашнем товарищеском матче с командой Швейцарии. Голкипер защищал ворота сборной на трёх Кубках Азии по футболу: 2007, 2011 и 2015.

## Достижения
«Аль-Васл»
- Чемпион ОАЭ (1): 2006/07
- Обладатель Кубка ОАЭ (1): 2006/07

 «Аль-Ахли»
- Чемпион ОАЭ (2): 2013/14, 2015/16
- Обладатель Кубка ОАЭ (1): 2012/13